# 인천영종고등학교
인천영종고등학교(仁川永宗高等學校)는 대한민국 인천광역시 중구 운서동에 있는 공립 고등학교이다.

## 학교 연혁
- 2012년 2월 7일 : 건축공사 시작
- 2013년 3월 1일 : 초대 문형봉 교장 부임
- 2013년 3월 1일 : 선진형 교과교실제, 교육과정 자율학교 운영
- 2013년 3월 4일 : 제1회 입학식 (남 31명, 여 16명 계 47명)
- 2014년 3월 1일 : 통일교육 연구학교 ( ~ 2016.02.28)
- 2017년 3월 1일 : 미래교육학습환경 구축 ( ~ 2018.02.28)
- 2018년 3월 1일 : 자율체육활동 중심학교 ( ~ 2019.02.28)
- 2021년 3월 1일 : 고교학점제 선도학교 ( ~ 2024.02.28)
- 2022년 3월 1일 : AI 교육 선도학교 ( ~ 2023.02.28)
- 2024년 3월 1일 : 제7대 이재성 교장 부임
- 2024년 3월 4일 : 제12회 입학식(남 167명, 여 163명 계 330명)

## 참고 자료
- 인천영종고등학교 - 한국교육학술정보원 학교알리미